# Altera
Altera — американская компания, бесфабричный производитель ПЛИС, существовавшая в период 1983—2015 годов.
Основные изделия — программируемые вентильные матрицы серий Stratix и Cyclone; оказывала услуги по преобразованию проектов под ПЛИС в специализированные интегральные схемы для массового производства, разрабатывала программные продукты для разработки встроенного программного обеспечения для ПЛИС (Quartus), а также компиляторы (SOPC-Builder и DSP-Builder) под ядро процессора собственной разработки.
В мае 2011 года выпустила самую большую на тот момент в мире микросхему, состоящую из 3,9 млрд транзисторов (техпроцесс — 28 нм).
В июне 2015 года приобретена корпорацией Intel за 16,7 млрд $.

## Ссылки

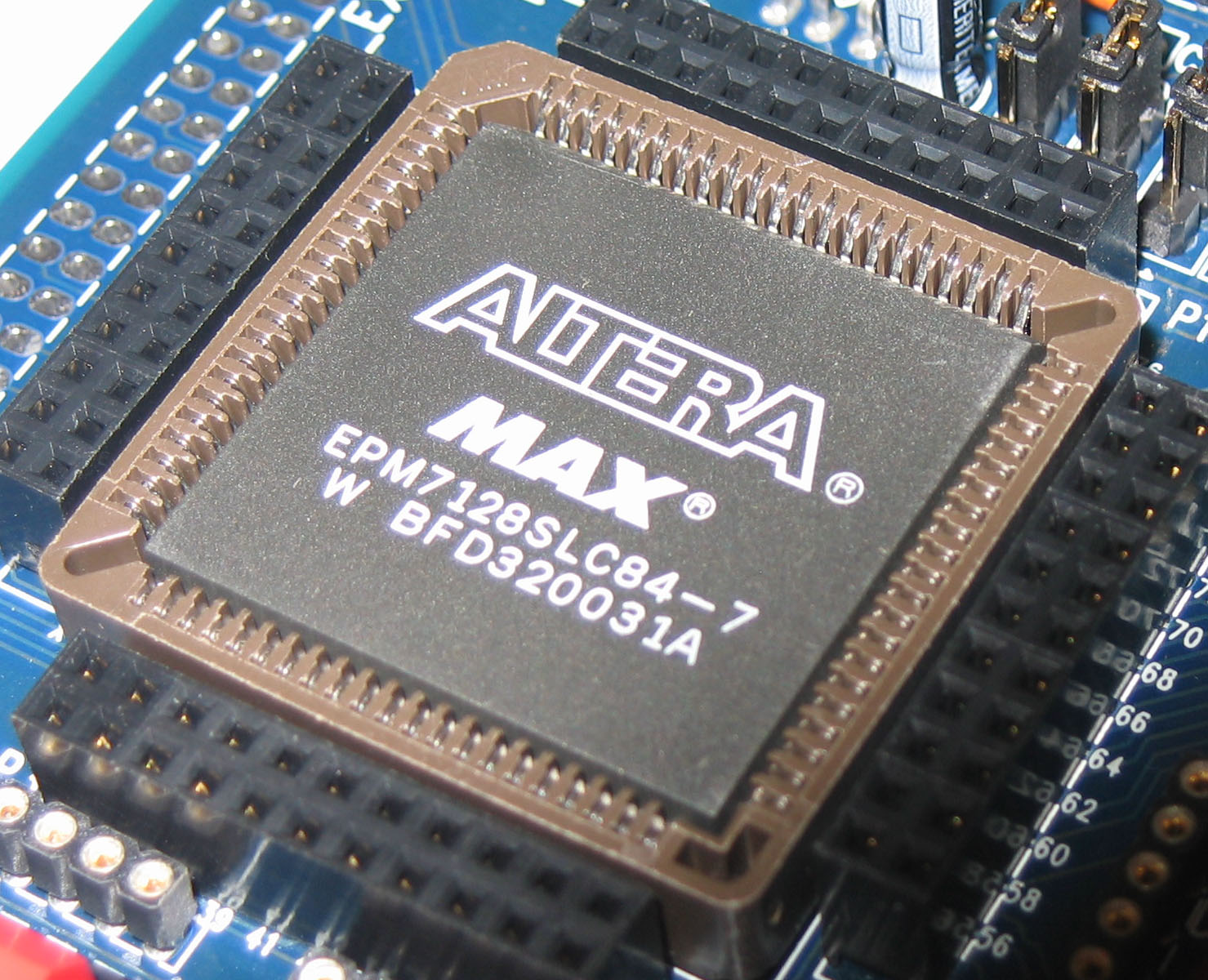
CPLD Altera MAX